# Андрейково (Шекснинский район)
Андрейково — деревня в Шекснинском районе Вологодской области.
Входит в состав сельского поселения Фоминского, с точки зрения административно-территориального деления — в Фоминский сельсовет.
Расстояние по автодороге до районного центра Шексны — 66 км, до центра муниципального образования Фоминского — 11 км. Ближайшие населённые пункты — Митрохово, Елезово, Точка.
По переписи 2002 года население — 1 человек.